# Anidride acetica
L'anidride acetica è un'anidride organica, ottenuta per condensazione di due molecole di acido acetico. Analogamente alle anidridi inorganiche, per reazione con acqua forma l'acido corrispondente.
A temperatura ambiente è un liquido incolore dall'odore irritante, da manipolare con particolare cautela.
L'anidride acetica è sintetizzata con delle buone rese di reazione facendo reagire cloruro di acetile con acetato di sodio
{\displaystyle {\ce {CH3COCl + CH3COO- Na+ -> NaCl + CH3COOCOCH3}}}
Industrialmente, viene generata in grandi quantità tramite il processo Tennessee Eastman, una variante del processo Monsanto.
Reagisce rapidamente con l'acqua a dare acido acetico, con gli alcoli a dare i corrispondenti esteri acetati e con le ammine a dare le corrispondenti acetammidi.

## Struttura e proprietà
L'anidride acetica, come la maggior parte delle anidridi acide, è una molecola flessibile con una struttura non planare.  Il collegamento del sistema π attraverso l'ossigeno centrale offre una stabilizzazione di risonanza molto debole rispetto alla repulsione dipolo-dipolo tra i due ossigeni carbonilici. Le barriere energetiche alla rotazione del legame tra ciascuna delle conformazioni non planari ottimali sono piuttosto basse.
Come la maggior parte delle anidridi acide, l'atomo di carbonio carbonilico dell'anidride acetica ha un carattere elettrofilo, poiché il gruppo uscente è il carbossilato. L'asimmetria interna può contribuire alla potente elettrofilicità dell'anidride acetica poiché la geometria asimmetrica rende un lato di un atomo di carbonio carbonilico più reattivo dell'altro, e in tal modo tende a consolidare l'elettropositività di un atomo di carbonio carbonilico su un lato. Ciò è evidente dal diagramma della densità elettronica.

## Produzione
L'anidride acetica fu sintetizzata per la prima volta nel 1852 dal chimico francese Charles Frédéric Gerhardt (1816-1856) riscaldando acetato di potassio con cloruro di benzoile.
L'anidride acetica è prodotta mediante carbonilazione dell'acetato di metile:
{\displaystyle {\ce {CH3CO2CH3 + CO -> (CH3CO)2O}}}
Il processo di anidride acetica del Tennessee Eastman prevede la conversione di metil acetato in metil ioduro e un sale acetato. La carbonilazione dello ioduro di metile a sua volta fornisce acetil ioduro, che reagisce con sali di acetato o acido acetico per dare il prodotto. Il cloruro di rodio in presenza di ioduro di litio viene impiegato come catalizzatore. Poiché l'anidride acetica non è stabile in acqua, la conversione viene condotta in condizioni anidre.
In misura decrescente, l'anidride acetica viene anche preparata dalla reazione di chetene (etenone) con acido acetico a 45–55 °C e bassa pressione (0,05-0,2 bar), con un ΔH risultante di −63 kJ/mol.
{\displaystyle {\ce {H2C=C=O + CH3COOH -> (CH3CO)2O}}}
Il percorso dall'acido acetico all'anidride acetica attraverso il chetene fu sviluppato da Wacker Chemie nel 1922, quando la domanda di anidride acetica aumentò a causa della produzione di acetato di cellulosa. when the demand for acetic anhydride increased due to the production of cellulose acetate.
A causa del suo basso costo, l'anidride acetica viene solitamente acquistata, non preparata, per l'uso nei laboratori di ricerca.

## Reazioni
L'anidride acetica è un reagente versatile per le acetilazioni, l'introduzione di gruppi acetilici su substrati organici. In queste conversioni, l'anidride acetica è vista come una fonte di CH3CO+.

### Acetilazione di alcoli e ammine
Gli alcoli e le ammine sono facilmente acetilati. Ad esempio, la reazione dell'anidride acetica con etanolo produce etilacetato:
{\displaystyle {\ce {(CH3CO)2O + CH3CH2OH -> CH3CO2CH2CH3 + CH3COOH}}}
Spesso una base come la piridina viene aggiunta per funzionare come catalizzatore. In applicazioni specializzate, anche i sali acidi di scandio Lewis hanno dimostrato di essere efficaci catalizzatori.

### Acetilazione di anelli aromatici
Gli anelli aromatici sono acetilati dall'anidride acetica. Di solito vengono utilizzati catalizzatori acidi per accelerare la reazione. Caratteristiche sono le conversioni di benzene in acetofenone e ferrocene in acetilferrocene: e ferrocene in acetylferrocene:
{\displaystyle {\ce {(C5H5)2Fe + (CH3CO)2O -> (C5H5)Fe(C5H4COCH3) + CH3CO2H}}}

### Preparazione di altre anidridi acide
Gli acidi dicarbossilici vengono convertiti in anidridi dopo il trattamento con anidride acetica. Viene anche usato per la preparazione di anidridi miste come quella con acido nitrico, acetil nitrato.

### Precursore di diacetati geminali
Le aldeidi reagiscono con l'anidride acetica in presenza di un catalizzatore acido per dare diacetati geminali. Un precedente percorso industriale verso l'acetato di vinile riguardava il diacetato di etilidene intermedio, il diacetato geminale ottenuto da acetaldeide e anidride acetica:
{\displaystyle {\ce {CH3CHO + (CH3CO) 2O -> (CH3CO2) 2CHCH3}}}

### Idrolisi
L'anidride acetica si dissolve in acqua a circa il 2,6% in peso. Le soluzioni acquose hanno una stabilità limitata perché, come la maggior parte delle anidridi acide, le idrolisi di anidride acetica forniscono acidi carbossilici. In questo caso, si forma acido acetico, dato che questo prodotto di reazione è completamente miscibile in acqua:
{\displaystyle {\ce {(CH3CO)2O + H2O -> 2 CH3CO2H}}}

## Applicazioni
Come indicato dalla sua chimica organica, l'anidride acetica viene utilizzata principalmente per le acetilazioni che portano a materiali commercialmente significativi. La sua più grande applicazione è la conversione della cellulosa in acetato di cellulosa, che è un componente del film fotografico e di altri materiali rivestiti, e viene utilizzato nella produzione di filtri per sigarette. Allo stesso modo viene utilizzato nella produzione di aspirina (acido acetilsalicilico), che viene preparato mediante acetilazione dell'acido salicilico. Viene anche usato come conservante del legno tramite l'impregnazione in autoclave per rendere il legno più duraturo.
Nell'industria dell'amido, l'anidride acetica è un composto di acetilazione comune, utilizzato per la produzione di amidi modificati (E1414, E1420, E1422). A causa del suo uso per la sintesi dell'eroina attraverso la diacetilazione della morfina, l'anidride acetica è elencata come precursore dell'elenco II DEA degli Stati Uniti e limitata in molti altri paesi.

## Sicurezza
L'anidride acetica è un liquido irritante e combustibile. A causa della sua reattività nei confronti dell'acqua, si preferiscono la schiuma alcolica o l'anidride carbonica per l'estinzione delle fiamme. Il vapore dell'anidride acetica è dannoso.